# Cyathea obtecta
Cyathea obtecta är en ormbunkeart som beskrevs av Rakotondr. och Janssen. Cyathea obtecta ingår i släktet Cyathea och familjen Cyatheaceae. Inga underarter finns listade.